# Parc central de Novossibirsk
Le parc central (Центральный парк) est un parc public situé dans le centre de la ville de Novossibirsk en Russie. C'est la parc le plus ancien de la ville. Il s'étend sur 10,5 hectares et se trouve près de la station de métro Place Lénine, entre les rues Frounzé, Mitchourine, Yadrintsevskaïa et Kamenskaïa.

## Histoire
Ce parc a été aménagé en 1925 à l'emplacement du vieux cimetière de Novossibirsk. C'est pourquoi il a d'abord été appelé parc du Cimetière avant de prendre son nom actuel vers 1930 et plus tard en parc Staline, puis a été renommé en parc central en 1961. Un planétarium y a été construit en 1952, puis en 1959 le théâtre de comédie musicale de Novossibirsk.

## Attractions

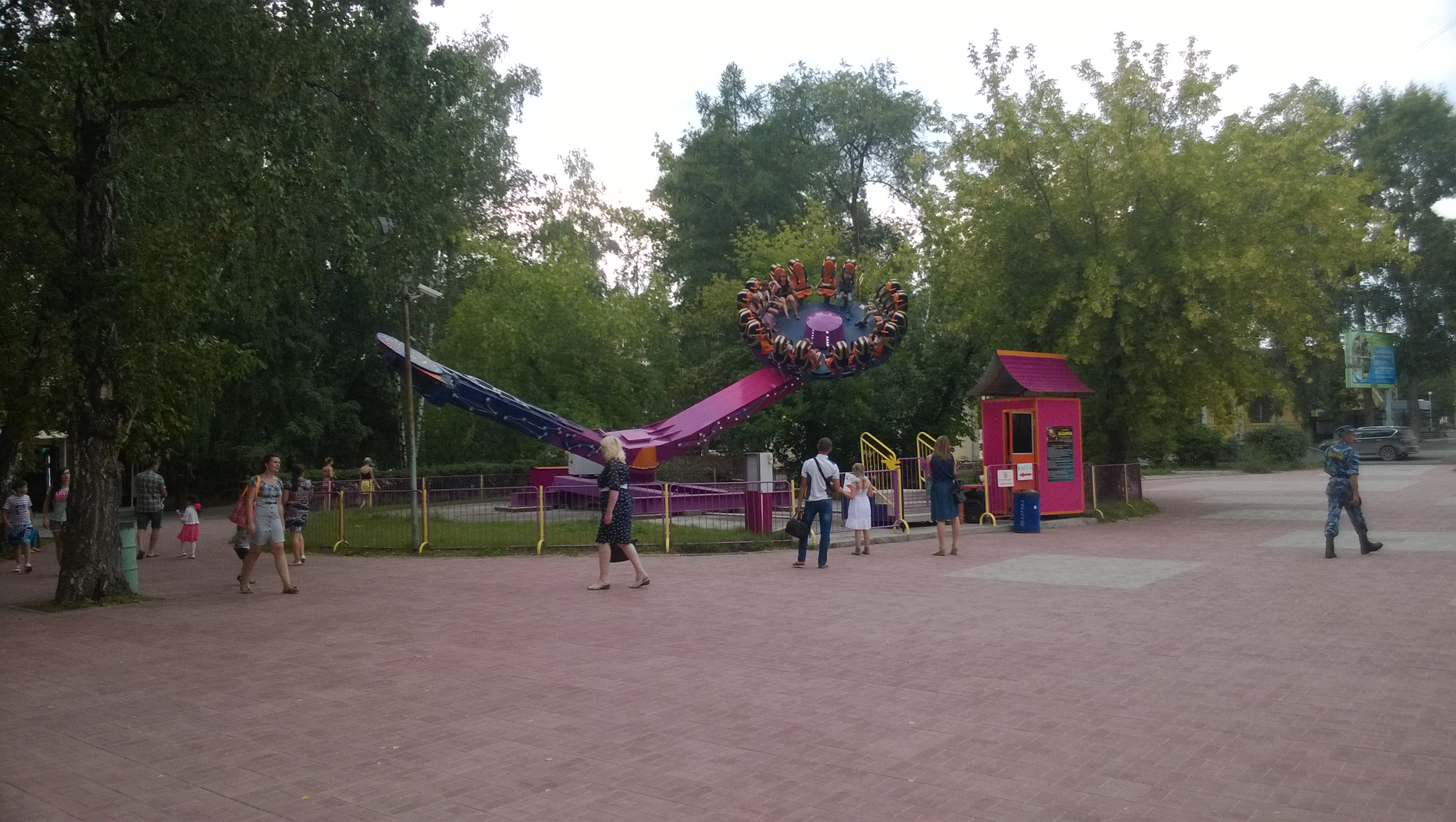
Attraction du parc.

Des attractions ont été installées en 1944. Le parc a été réaménagé plusieurs fois. En 2017, on y trouve 9 aires de jeux pour enfants, 19 aires familiales et 4 attractions foraines ainsi que 3 cafés d'été. Différentes expositions y ont lieu au cours de l'année. Outre le théâtre de comédie musicale, on y trouve le théâtre La Pouchkine, un club de sport et un club de combat au lazer. L'hiver, une patinoire à ciel ouvert est à la disposition du public.
Sur la façade du bâtiment administratif du parc on trouve une plaque mémorielle en l'honneur du chanteur-compositeur Nikolaï Koudrine.

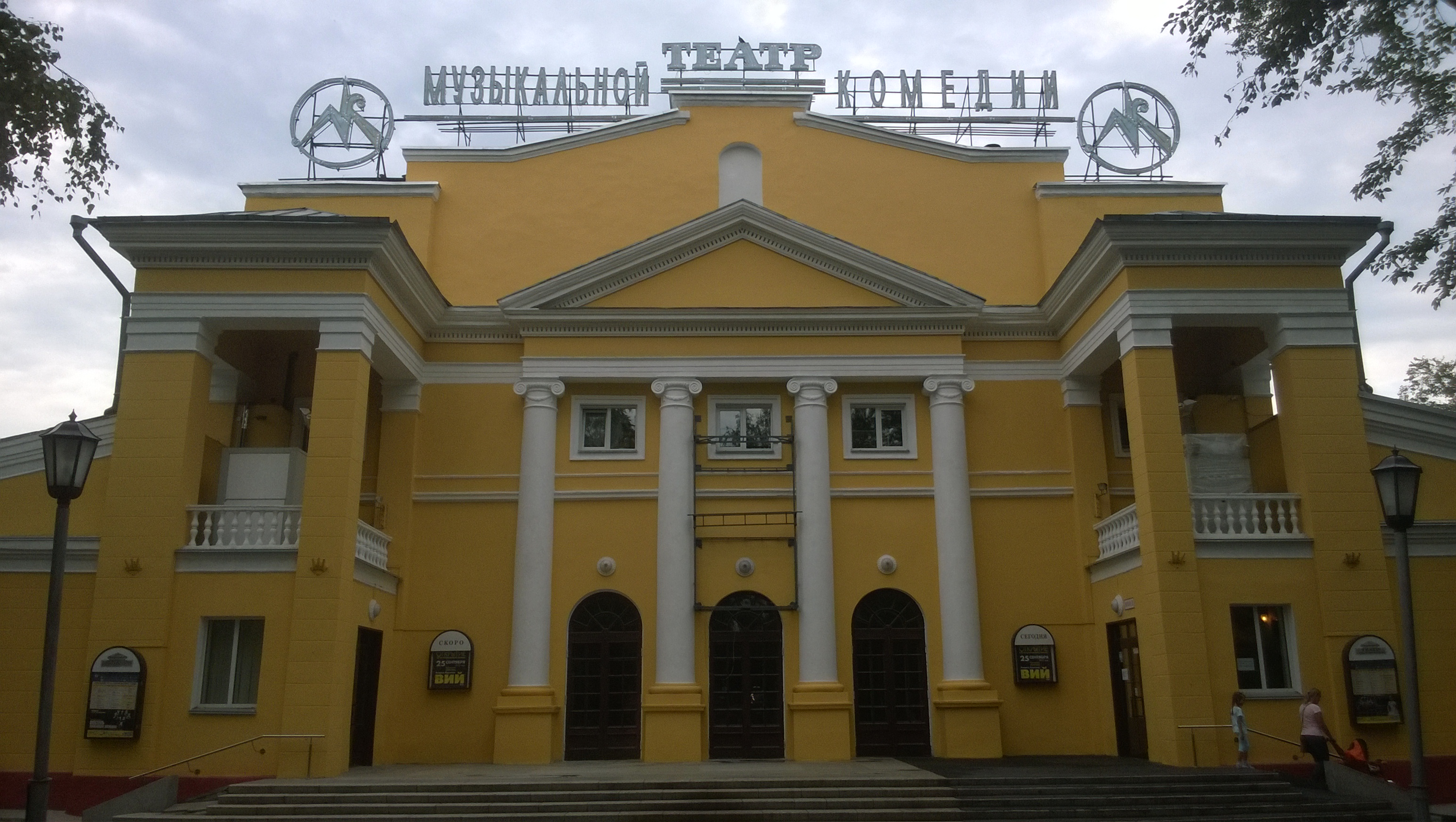
Théâtre de comédie musicale.
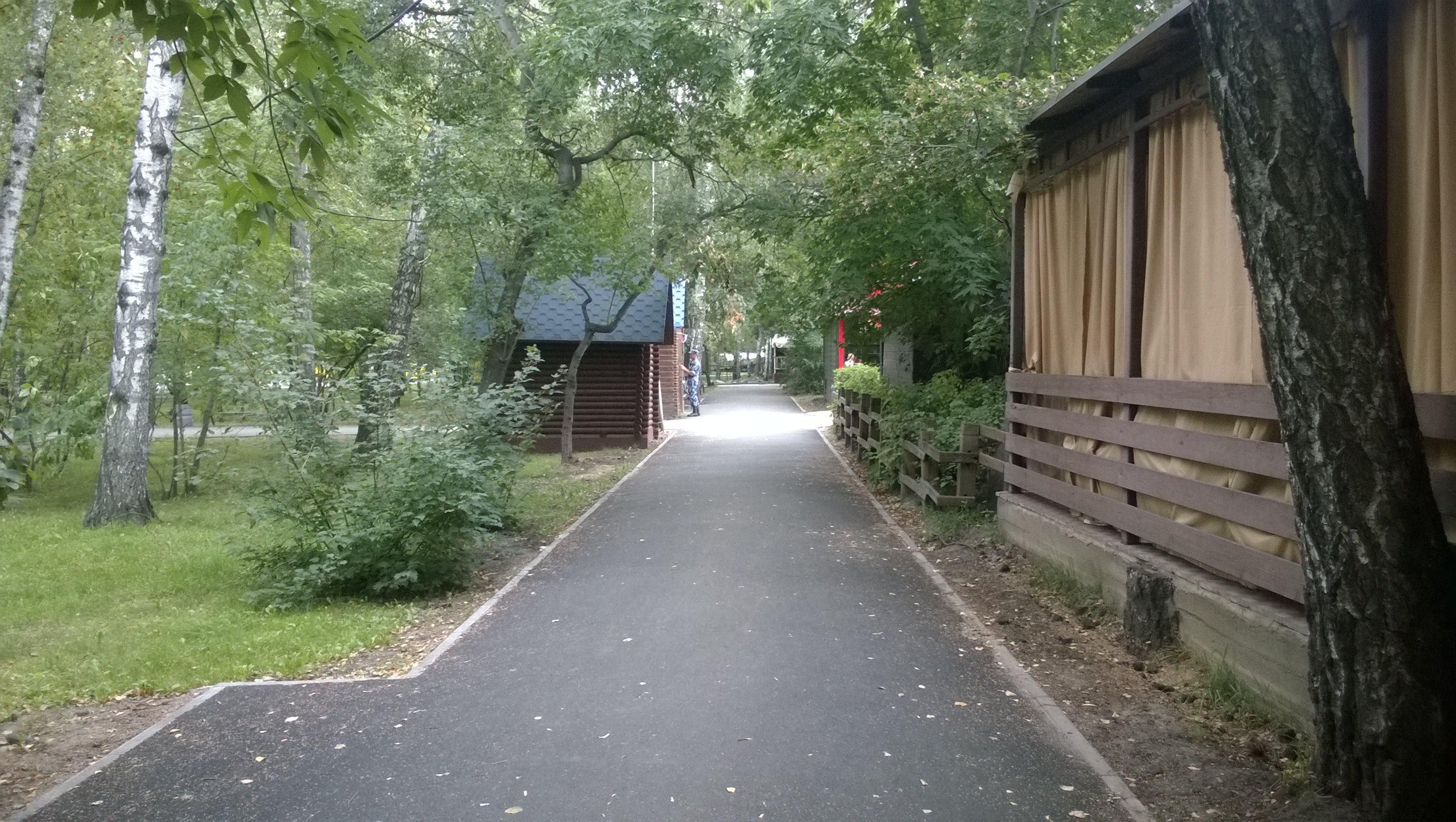
Une allée du parc.